# Proces patologiczny
Proces patologiczny – połączenie patologicznych i obronno-adaptacyjnych odczynów w uszkodzonych tkankach, narządach lub organizmie.

## Stan patologiczny
Proces patologiczny, który rozwija się bardzo powoli, nazywa się stanem patologicznym.

## Proces patologiczny a choroba
Proces patologiczny leży u podstaw choroby, ale nie jest nią. Ten sam proces patologiczny może przyczyniać się do patogenezy różnych chorób.

## Typowe procesy patologiczne
Stałe kombinacje procesów patologicznych, które ukształtowały się w trakcie ewolucji, nazywają się typowymi procesami patologicznymi. Do nich należą gorączka, zapalenie i in.. Typowe procesy patologiczne rozwijają się zgodnie z podstawowymi prawidłowościami niezależnie od przyczyny, lokalizacji oraz gatunku zwierząt.